# 蘭嶼大葉螽
蘭嶼大葉螽（学名：Phyllophorina kotoshoensis），俗稱蘭嶼大葉螽斯，達悟語稱，是螽斯科大葉螽屬的一種昆蟲，為臺灣的特有種。

## 分佈
目前已知分布於綠島與蘭嶼，可能也分布於菲律賓的部分北方島嶼）與三級保育類生物。

## 形態特徵
全身綠色，發達如盾牌狀（近似菱形）前胸背板遮蓋整個腹部，邊緣有細小棘刺，前翅寬大，後端弧圓，翅脈有如葉脈，體長5至10公分，屬於大型螽蟴，腿節上緣呈不大明顯的淡褐色，細看可見其水平的瞳孔。部分個體的翅膀有白斑。

## 保育類動物
在蘭嶼的蘭嶼大葉螽以山葡萄為主要食物。
由於蘭嶼在近十幾年來因為離島建設經費錢太多，胡亂整治路面、橋樑與野溪的結果，使得大葉螽的棲地被嚴重地破壞。蘭嶼的海岸森林被清除後使得海岸邊的森林溫度大為升高，溼度也降低，這都不是大葉螽適合的棲地，因此它們的數量便越來越少。